# Marblehead (Schiff, 1924)
| USS Marblehead (CL-12) 1935 | |
| Dienstzeit                  | |
| Geordert:                   | 1918 |
| Kiellegung:                 | 4. August 1920 |
| Stapellauf:                 | 9. Oktober 1923 |
| Indienststellung:           | 8. September 1924 |
| Außerdienststellung:        | 1. November 1945 |
| Schicksal:                  | 1946 verschrottet |
| Technische Daten            | |
| Schiffstyp:                 | Leichter Kreuzer |
| Verdrängung:                | 7050 ts |
| Länge:                      | 167,8 Meter |
| Breite:                     | 16,9 Meter |
| Tiefgang:                   | 6,1 Meter |
| Antrieb:                    | Dampfturbinen 90.000 WPS auf 4 Schrauben |
| Geschwindigkeit:            | 34 Knoten |
| Besatzung:                  | 458 |
| Bewaffnung:                 | 12 × 6-Zoll-(152-mm)-Geschütze (2*2 + 8*1) 4 × 3-Zoll-(76-mm)-Flak 6 × 533-mm-Torpedorohre (2*3) Nach Umbau: 10 × 6-Zoll-(152-mm)-Geschütze (2*2 + 6*1) 8 × 3-Zoll-(76-mm)-Flak 6 × 533-mm-Torpedorohre (2*3) |
| Bordflugzeuge:              | 2 |

Die USS Marblehead (CL-12) war ein Leichter Kreuzer der Omaha-Klasse der United States Navy. Es war das dritte nach der Stadt Marblehead in Massachusetts benannte Schiff der US-Marine und einer der ältesten amerikanischen Kreuzer, die im Zweiten Weltkrieg eingesetzt wurden.

## Geschichte

### 1924–1941
Nach der Indienststellung fuhr die Marblehead auf ihrer Jungfernreise 1924 nach Großbritannien und das Mittelmeer. 1925 folgte eine Reise durch den Pazifik mit Besuchen in Australien, Samoa sowie den Galapagosinseln. Nach einer weiteren großen Reise 1926 folgte im darauffolgenden Jahr der erste Einsatz des Schiffes bei der amerikanischen Intervention im wiederaufgeflammten Bürgerkrieg in Nicaragua. Nach dem Abschluss dieser Aufgabe fuhr die Marblehead nach Pearl Harbor, wo sie sich mit ihren Schwesterschiffen Richmond und Trenton traf. Zusammen fuhren die drei Kreuzer dann nach Shanghai, wo sie durch ihre Anwesenheit die Sicherheit amerikanischer Interessen während der Einnahme der Stadt durch die Truppen Chiang Kai-sheks gewährleisten sollten. Zusätzlich verbrachte die Marblehead zwei Monate auf dem Jangtse, den sie bis zur Höhe von Wuhan hinauflief. Im Rahmen von Freundschaftsbesuchen lief sie auch mehrere japanische Häfen an.
Der Kreuzer blieb bis März 1928 in Asien, danach wurde er zurück in die USA verlegt, mit einem Zwischenstopp in Nicaragua zur Unterstützung der Vorbereitungen der im Frieden von Tipitapa vereinbarten Wahlen. Danach folgten je fünf Jahre Dienst in der Atlantikflotte (1928–1933) und in der Pazifikflotte (1933–1938). Im Frühjahr 1938 wurde die Marblehead der Asienflotte zugeteilt und nach Cavite auf den Philippinen verlegt. In den folgenden Jahren patrouillierte der Kreuzer in den Philippinen und dem Chinesischen Meer, während die Spannungen in diesem Gebiet aufgrund des durch die japanischen Expansionsbestrebungen ausgelösten Zweiten Japanisch-Chinesischen Krieges sowie des japanischen Einmarsches in Französisch-Indochina im Schatten des in Europa ausgebrochenen Zweiten Weltkriegs stetig zunahmen.

### Pazifikkrieg 1942
Am 24. November schickte der Chief of Naval Operations, Admiral Harold R. Stark, eine Kriegswarnung an alle Kommandeure im Pazifik, in der ihnen mitgeteilt wurde, dass aggressive Handlungen Japans in den nächsten Tagen zu erwarten seien. Als mögliche Ziele eines japanischen Angriffs wurden Malaysia, Thailand, die Philippinen, Borneo und Guam genannt. Alle Kommandeure im Pazifik wurden angewiesen, entsprechende Maßnahmen zur Vorbereitung ihrer Truppen auf den Kriegsfall zu treffen, aber selbst keine offensiven Aktionen durchzuführen, solange Japan keine offene Kriegshandlung gegen die USA unternehme.
Wegen der exponierten Lage der Philippinen und der Schwäche der dort stationierten US-Kräfte beschloss der Befehlshaber der Asienflotte, Admiral Thomas C. Hart seine Schiffe in den weniger gefährdeten südlichen Gebieten zu verteilen. Daher verlegte Admiral Hart die Marblehead zusammen mit acht Zerstörern nach Tarakan auf Borneo, wo sie am 29. November eintraf und weitere Befehle abwartete. Nach dem Ausbruch der Feindseligkeiten infolge des japanischen Angriff auf Pearl Harbor wurde sie Teil der ABDA-Flotte, den zusammengefassten Seestreitkräften Australiens, Großbritanniens, der Niederlande und der Vereinigten Staaten, die in den folgenden Monaten als Teil der ABDA-Streitkräfte vergeblich versuchten, die Japanische Invasion Südostasiens aufzuhalten.
In den folgenden Wochen wurde der Kreuzer zu zahlreichen Geleitschutzaufgaben im Gebiet von Niederländisch-Ostindien eingesetzt. Im Januar 1942 sollte die Marblehead zusammen mit dem Leichten Kreuzer Boise und sechs Zerstörern von Timor aus die japanischen Streitkräfte angreifen, die zu diesem Zeitpunkt in Balikpapan landeten. Der Verband hatte jedoch Pech: Erst lief die Boise in der Straße von Sapeh auf ein nicht kartiertes Hindernis, wobei sie sich ein Leck zuzog. Sie war gezwungen, mit einem Zerstörer als Geleitschutz nach Java zurückzukehren. Dann kam es am 24. Januar auf der Marblehead selbst zu einem schweren Turbinenschaden, der deren Höchstgeschwindigkeit auf 15 Knoten reduzierte und eine Teilnahme am Angriff unmöglich machte. Zusammen mit dem Zerstörer Bulmer blieb sie zurück, während die restlichen vier Zerstörer den Angriff allein durchführten. In der Seeschlacht vor Balikpapan gelang es ihnen, die Japaner zu überraschen und mehrere Transporter zu versenken. Aufgrund der Schwäche des angreifenden Verbandes war der angerichtete Schaden jedoch gering. Die Schlacht sollte der einzige Erfolg bleiben, den die ABDA-Flotte in einem größeren Gefecht erzielte.
Sechs Tage später sollte die Marblehead zusammen mit den Kreuzern De Ruyter, Tromp und Houston sowie drei niederländischen und vier amerikanischen Zerstörern japanische Transporter vor Kendari angreifen, der japanische Verband zog sich jedoch zurück, bevor die alliierten Schiffe eintrafen. Daraufhin änderte der Verband seinen Kurs, um einen weiteren größeren japanischen Konvoi anzugreifen, der in der Straße von Makassar gesichtet worden war. Dabei wurden die Schiffe jedoch von japanischen Aufklärern entdeckt und in der Schlacht in der Straße von Makassar massiv aus der Luft angegriffen. Die ersten drei Angriffswellen überstand der Kreuzer unbeschädigt, doch in der vierten erzielten Sturzkampfbomber vom Typ Aichi D3A Val zwei Volltreffer sowie einen Nahtreffer an Backbord. Durch die Volltreffer brachen große Brände aus, und das Ruder blockierte in Stellung hart Backbord, wodurch dem Schiff nichts anderes übrig blieb, als mit voller Kraft im Kreis zu laufen. Die Backbord am Bug unter Wasser erfolgte Explosion des Nahtreffers wirkte wie eine Seemine und verursachte starke Wassereinbrüche im Bug, wodurch die Marblehead Schlagseite nach Backbord und zum Bug bekam. Insgesamt kamen 15 Seeleute durch die Treffer ums Leben, 84 weitere Besatzungsmitglieder wurden verletzt. Nach dem Ende der Angriffe gelang es, die Brände unter Kontrolle zu bringen; weitere drei Stunden später gelang es, auch die Ruderposition von hart Backbord auf 9° Backbord zu korrigieren, womit es möglich wurde, das Schiff über die Schrauben zu steuern und den Rückzug durch die Lombokstraße anzutreten. Trotz 26 voll und 8 teilweise gefluteten Abteilungen gelang es, das Schiff auf 20 Knoten zu bringen, eine für ein derart schwer beschädigtes Schiff hohe Geschwindigkeit, die jedoch aufgrund der Gefahr weiterer Luftangriffe für nötig gehalten wurde. Zur Unterstützung der gegen die Flutungen ankämpfenden Pumpen musste die Besatzung Eimerketten bilden. Von der Lombokstraße aus wurde Kurs auf den Hafen von Tjilatjap genommen, der am 6. Februar erreicht wurde.

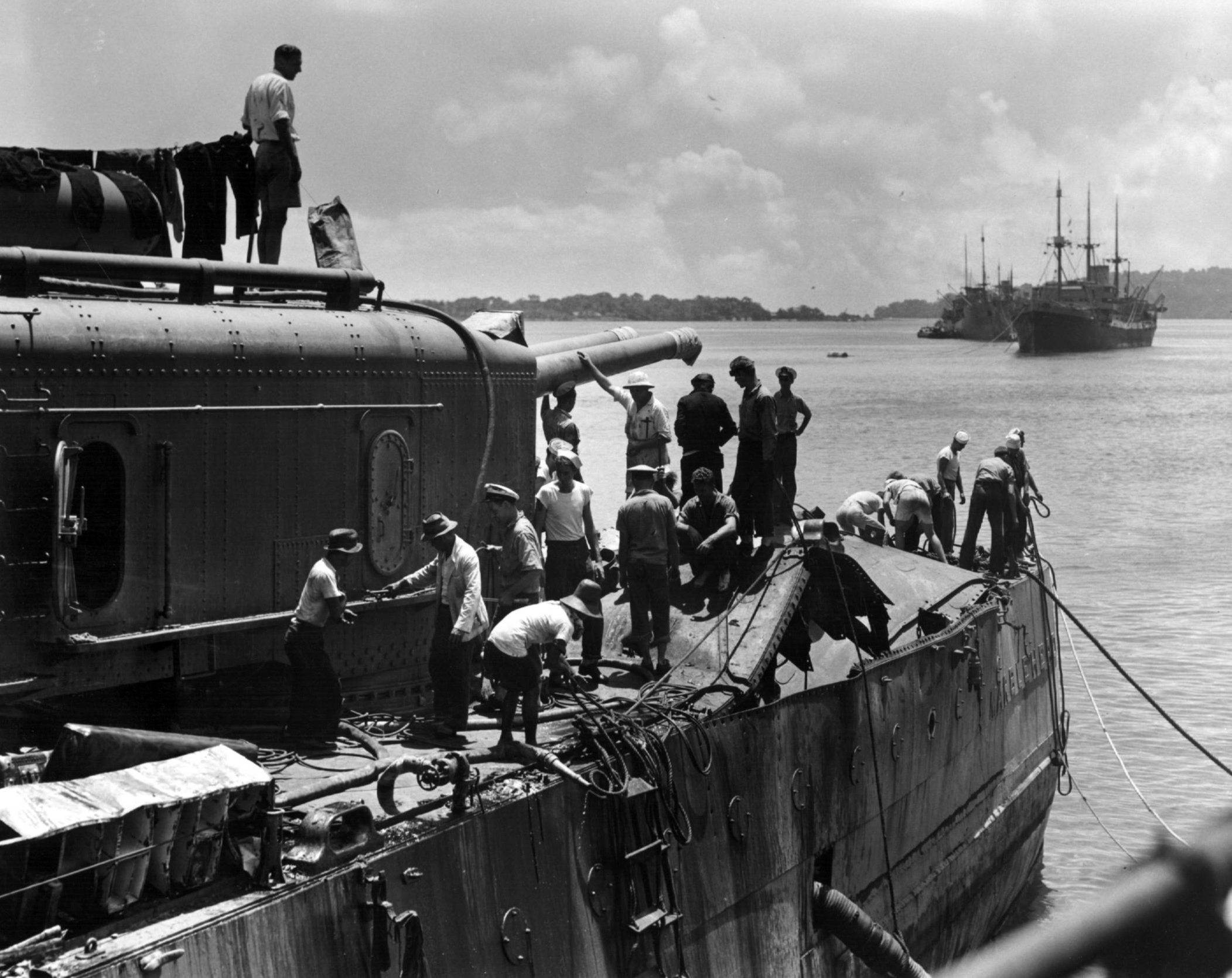
Das in der Straße von Makassar durch einen Bombentreffer beschädigte Heck

In Tjilatjap wurden die größten Schäden notdürftig repariert. Da das dort befindliche Trockendock für den Kreuzer zu klein war, entschied man sich für die riskante Vorgehensweise, das Schiff nur teilweise einzudocken. Zuerst fuhr die Marblehead mit dem Vorschiff in das Dock, das dann angehoben wurde, um das Vorschiff trockenzulegen. Das Achterschiff blieb dabei im Wasser liegen und musste durch die Schräglage des Schiffes einen Großteil dessen Gewichts tragen. Der gesamte Schiffsrumpf wurde dabei durch die unübliche Belastung durchgebogen und enormen strukturellen Belastungen ausgesetzt. Es gelang auf diese Art, den Bug weit genug aus dem Wasser zu bekommen, um die Löcher im Rumpf zu flicken. Es gelang jedoch weder, das eingedrungene Wasser vollständig aus dem Rumpf zu bekommen, noch gelang es, das Vorschiff wieder vollständig wasserdicht zu bekommen. Danach wiederholte man das gleiche Verfahren, um das Achterschiff aus dem Wasser zu bekommen. Es gelang jedoch nicht, das Heck hoch genug anzuheben, um das Ruder reparieren zu können. Am 13. Februar verließ die Marblehead den Hafen und nahm, immer noch über die Schrauben gesteuert, Kurs auf Trincomalee in Ceylon. Zwar war sie kaum als seetauglich zu bezeichnen; da die Japaner aber immer weiter vordrangen und die Gefahr von Luftangriffen stieg, wurde ein weiterer Verbleib des Schiffes in Tjilatjap aber als zu gefährlich angesehen. In der britischen Marinebasis in Trincomalee gab es zwar ausreichend große Docks, beim Eintreffen des Schiffes am 21. Februar musste man jedoch feststellen, dass deren Kapazitäten bereits ausgelastet waren und es für mehrere Wochen weder hier noch woanders in Indien möglich sein würde, ein Dock frei zu machen, um den alten Kreuzer zu reparieren. Die Marblehead musste daher nach Südafrika weiterfahren und wurde schließlich von 24. März bis zum 15. April in Simon’s Town teilweise repariert und konnte dann zur vollständigen Reparatur nach New York City laufen.

### Atlantik und Mittelmeer 1942–1946
Nach dem Abschluss der Reparaturen im Oktober 1942 wurde die Marblehead bis zum Februar 1944 im Südatlantik zur Patrouille zwischen Brasilien und Afrika eingesetzt. Danach übernahm sie fünf Monate lang Geleitschutzaufgaben im Nordatlantik, bevor sie im Juli 1944 nach Palermo ins Mittelmeer verlegt wurde. Im August nahm sie an der Operation Dragoon teil, der Landung der Alliierten an der Côte d’Azur. Zur Unterstützung der landenden Truppen beschoss der Kreuzer deutsche Stellungen im Gebiet von Saint-Raphaël. Nach dem Abschluss der Landungsoperation kehrte die Marblehead in die USA zurück und wurde für den Rest des Krieges ausschließlich zu Ausbildungszwecken eingesetzt. Für seine Einsätze im Zweiten Weltkrieg erhielt der Kreuzer zwei Battle Stars als Auszeichnung.
Am 1. November 1945 wurde die Marblehead außer Dienst gestellt und 1946 verschrottet.